# Suliman Bashear
Suliman Bashear (* 1947 in Maghar; † 1991 in Jerusalem) war ein arabisch-israelischer Geschichtswissenschaftler und Orientalist. Aufgrund seiner wegweisenden Untersuchungen zur Frühzeit des Islams zählt er zu den frühen Revisionisten der Islamwissenschaft.

## Herkunft, Familie und frühes Leben
Bashear wurde 1947 in Maghar oberhalb des Sees Genezareth im damaligen Mandatsgebiet Palästina geboren. Sein Vater war ein Drusen-Scheich, der mit Oliven und Olivenöl handelte. Der junge Suliman Bashear schloss 1965 die Oberschule in Nazareth ab und wollte anfänglich in Jerusalem an der Hebräischen Universität Physik studierten, entschied sich schließlich aber für die Geistes- und Sozialwissenschaften. 1971 erhielt er den Bachelor in Geschichte und Soziologie, 1973 den Master in Geschichte.
Bashear selbst beschrieb einmal seine Herkunft wie folgt:
„Ich wurde als Druse geboren, in einem Dorf, dessen Bewohner meist Drusen waren. Man sucht sich seinen Geburtsort nicht aus, und wer man ist, hängt weitgehend von veränderlichen Umständen ab und wird an verschiedenen Orten und in verschiedenen Lebenslagen unterschiedlich wahrgenommen. Neben meiner Abstammung habe ich Lebenserfahrungen und Kindheitserinnerungen. Gewiss habe ich auch den offiziellen Status: meinen Personalausweis. Unter dem Gesichtspunkt der Religion und der Volkszugehörigkeit bin ich Druse; kulturell bin ich Araber; von der Staatsangehörigkeit her bin ich Israeli. Diese Angaben haben eine bestimmte Bedeutung in Israel und eine andere an anderem Ort: als ich in den Vereinigten Staaten und in England studierte, wurde ich dort als jemand aus dem ‚Mittleren Osten‘ betrachtet.“
Bashear war mit Lily Feidy verheiratet, mit der er einen Sohn Arnan (* 1981) und eine Tochter Riyam (* 1983) hatte.
Im Alter von 44 Jahren erlag er am 28. Oktober 1991 einem Herzinfarkt und wurde am folgenden Tag unter Anteilnahme sowohl arabischer als auch jüdischer Freunde in seinem Geburtsort Maghar begraben.

## Wissenschaftliches Wirken
Bereits in seinem Geschichtsstudium an der Hebräischen Universität Jerusalem prägte ihn der Unterricht in klassischem Arabisch durch Meir Jacob Kister, mit dem ihn eine lebenslange Freundschaft verbinden sollte. Kister öffnete ihm auch Zugänge zur mittelalterlichen islamischen Literatur, insbesondere des Hadith. Als Student war er am linken Ende des politischen Spektrums politisch engagiert, wurde überzeugtes Mitglied der Israelischen Kommunistischen Partei und blieb es zeitlebens. Beeindruckt von den Schriften Eric Hobsbawms strebte er einen Ph.D. an der Universität London an, wo er am Birkbeck College unter Hobsbawm studierte. Obgleich er bereits damals über frühe islamische Geschichte arbeiten wollte, überzeugte Hobsbawm ihn, über arabischen Kommunismus zu arbeiten und erschloss ihm entsprechende Quellen, so dass er 1976 über Kommunismus im arabischen Osten, 1918–1928 promoviert wurde.
Nach der Rückkehr aus London war er zwei Jahre lang Dozent an der Universität von Bir Zait im Westjordanland, wo er frühe islamische Geschichte unterrichtete und außerdem politisch tätig war. Maxime Rodinson in Paris hatte ihn ermutigt, zu diesem Forschungsfeld zurückzukehren. Seine Vorlesungen des akademischen Jahres 1977/78 wurden unter dem Titel Tawāzun al-naqā’id („Das Gleichgewicht der Widersprüche“) veröffentlicht. In der Einleitung zu diesem Werk forderte Bashear, dass der arabische Geschichtswissenschaftler nicht nur die geschichtlichen Tatsachen darbieten müsse, sondern dies auch in einer Art und Weise tun müsse, dass die Bedeutung der arabischen Geschichte für die arabische Gegenwart deutlich würde. An der Universität setzte er sich für eine „Arabisierung“, nicht nur der Unterrichtssprache, sondern auch in dem Sinne ein, dass Bücher in Händen der Studenten für diese von unmittelbarer Bedeutung sein müssten. Andernfalls würde die Botschaft vermittelt, dass Wissenschaft, Technologie, Kunst, Musik usw. alle zum Westen „gehörten“, was keinen eigenständigen arabischen Beitrag erlaube. Sein Engagement an der Universität polarisierte die Studenten, so dass er sich einen Ruf als Unruhestifter erwarb.
Nicht zuletzt um einer Entlassung zuvorzukommen, wechselte er, als sich die Gelegenheit dazu bot, 1978 zur al-Naǧāḥ Universität Nablus. Im Jahre 1982 wurde er dort Direktor des Zentrums für Akademische Forschungen und zwei Jahre später Vizepräsident für akademische Angelegenheiten. In Nablus wandte er sich kurzzeitig auch wieder neuzeitlichen Themen zu und veröffentlichte 1980 Ğuḏūr al-wiṣāya al-urdunnīya über die Verhandlungen zwischen den Führern Transjordaniens und der Zionistischen Bewegung vor der Gründung Israels 1948.
Vor allem aber widmete er sich in Nablus seiner Leidenschaft: der Erforschung des Korans, des Lebens Mohammeds, den frühen islamischen Sektenbildungen, den Grundsätzen des islamischen Glaubens sowie der Glaubenspraxis. Mit diesen Forschungen schloss er sowohl an Arbeiten der Revisionisten Patricia Crone, Michael Cook (Hagarism 1977) und John Wansbrough (Quranic Studies 1977, Sectarian Milieu 1978), als auch seines Lehrers Hobsbawm (Invention of Tradition 1983, zusammen mit Ranger) an. Bashear faszinierten ihre Interpretations- und Forschungsansätze sowie besonders das revisionistische Argument, dass das klassische arabische Erbe eine Sicht der islamischen Ursprünge behauptet, die das Ergebnis eines langen Prozesses ist, und die sich beträchtlich von dem entfernt haben kann, was an diesen Ursprüngen tatsächlich geschehen war.
Frucht seiner Forschungen in Nablus war die 1984 erschienene Muqaddima fi l-tarikh al-akhar („Einführung in die andere Geschichte“), in der er auf Probleme der Quellenlage zum frühen Islam hinwies, neues Quellenmaterial beibrachte und zu einem umfassenden Neuansatz in der Forschung aufrief. Während das Buch bei liberalen Palästinensern beliebt war, wurde es von konservativen als ein gottloser Verrat des Glaubens angesehen, als Apostasie und Angriff auf die gesamte Tradition der Gelehrsamkeit, auf der islamische Glaubensvorstellungen und Gebräuche ruhten. Es kam zu Demonstrationen gegen ihn, vereinzelt auch zu Verurteilungen durch Prediger in Moscheen, bis zu Aufrufen zu seiner Ermordung. Zwar hielt die Leitung der Universität anfänglich noch zu ihm, doch angesichts von Zusammenstößen zwischen Studenten verlangte das Kuratorium schließlich seinen Weggang. Bashear verließ Nablus und ging mit einem Fulbright-Stipendium in die USA. Dieses war schon längere Zeit vorher geplant, jedoch musste nach dem Wegfall seiner Universität ein neuer Sponsor gefunden werden; dies wurde schließlich die Hebräische Universität Jerusalem.
Das akademische Jahr 1985/86 verbrachte er mit seiner Familie als Gastprofessor am Rhode Island College in Providence, das folgende Jahr als „visiting fellow“ in Princeton, wo ihm u. a. die arabischen Manuskripte der Firestone-Bibliothek zur Verfügung standen.
Nach Ablauf seines Stipendiums trat er 1987 eine Arabisch-Dozentur an der Hebräischen Universität in Jerusalem an, für die nicht zuletzt sein inzwischen emeritierter Lehrer Kister geworben hatte. Neben einer intensiven Lehrtätigkeit widmete er sich hier weiterhin seinen Forschungen zum frühen Islam und veröffentlichte über die allmähliche Herausbildung islamischer Rituale und Glaubensvorstellungen im spätantiken Zusammenhang von Juden- und Christentum, das Aschura-Fest, über Apokalyptik und Messianismus. Ein weiterer Forschungsgegenstand war das sakrale Zentrum, insbesondere die im Laufe der Zeit zunehmende Bedeutung von Mekka zu Lasten von Jerusalem. Einen geschichtswissenschaftlichen Schwerpunkt haben seine Untersuchungen über Ḍiḥya al-Kalbī und Überlieferungen über einstmalige Ausmalungen der Kaaba, die er in den Zusammenhang des Ikonoklasmus stellte. Seine bemerkenswerte Produktivität in dieser Zeit wurde durch den einfachen Zugang zu Quellen und den regen Austausch mit Kollegen an seiner Hochschule und mit dem Ausland befördert. Er veröffentlichte nun meist auf Englisch. Die von der Universität organisierte regelmäßige Tagung „From Jahiliyya to Islam“ bescherte ihm eine internationale Zuhörerschaft. Aufgrund seines unzeitigen Todes erschienen mehrere Artikel sowie seine letzte Monographie Arabs and others in early Islam (1997) postum. Durchgehendes Kennzeichen seiner Forschungen ist die intensive Arbeit mit der islamischen Überlieferung, deren Wert er in breit angelegter sorgfältiger Kleinarbeit immer wieder zur Geltung brachte.

## Wissenschaftliche Arbeiten (arabisch und englisch)
- Al-Mašriq al-ʿarabī fī naẓarīya wa-mumārasat al-šuyūʿīya, 1918–1928, Jerusalem 1977 (Dissertation London 1976, auf Englisch veröffentlicht als Communism in the Arab East, 1918–1928, London 1980).
- Tawāzun al-naqā’id: muḥāḍarāt fī l-ğāhilīya wa-ṣadr al-islām, Jerusalem 1978.
- Ğuḏūr al-wiṣāya al-urdunnīya: dirāsa fī waṯā’iq al-aršīf al-Ṣahyūnī, Jerusalem 1980.
- Muqaddima fī l-ta'rīḫ al-āḫar: naḥwa qirāʾa ǧadīda li-l- riwāya l-islamīya, Jerusalem 1984.
- Yemen in early Islam: An examination of non-tribal traditions, Arabica, Band 36 (1989), S. 327–361.
- Qur’ān 2:114 and Jerusalem, Bulletin of the School of Oriental and African Studies, Band 52 (1989), S. 215–238.
- Abraham’s sacrifice of his son and related issues, Der Islam, Band 67 (1990), S. 243–277.
- The title “Fārūq” and its association with ʿUmar II., Studia Islamica, Band 72 (1990), S. 47–70.
- Riding beasts on divine missions: An examination of the ass and camel traditions, Journal of Semitic Studies, Band 46 (1991), S. 37–75.
- Qibla musharriqa and early Muslim prayer in churches, The Muslim World, Band 81 (1991), Seiten 267–282.
- ʿĀshūrā’: An early Muslim fast, Zeitschrift der Deutschen Morgenländischen Gesellschaft, Band 141 (1991), S. 281–316.
- The mission of Ḍiḥya al-Kalbī and the situation in Syria, Jerusalam Studies in Arabic and Islam, Band 14 (1991), S. 84–114.
- Apocalyptic and other materials on early Muslim-Byzantine wars: A review, Journal of the Royal Asiatic Society, Third Series (1991), S. 173–207.
- The images of Mecca: A case study in early Muslim iconography, Le Muséon, Band 105 (1992), S. 361–377.
- On the origin and development of Zakāt in early Islam, Arabica, Band 40 (1993), S. 84–113.
- Muslim apocalypses and the Hour: A case study in traditional interpretation, Israel Oriental Studies, Band 13 (1993), S. 75–79.
- Qunūt in Tafsīr and Ḥadīth literatures, Jerusalam Studies in Arabic and Islam, Band 19 (1995), S. 36–65.
- Arabs and others in early Islam, Studies in late antiquity and early Islam, Band 8, Princeton 1997.
- „Ḥanīfīyya and the Ḥajj“, in: Suliman Bashear, Studies in Early Islamic Tradition (Artikel XIV, S. 1–21, postume Erstveröffentlichung), Jerusalem 2004.
- “Jesus in an early Muslim shahāda and related issues: A new perspective”, in: Suliman Bashear, Studies in Early Islamic Tradition (Artikel XV, S. 1–18, postume Erstveröffentlichung), Jerusalem 2004.
- Suliman Bashear, Studies in Early Islamic Tradition, The Max Schloessinger Memorial Series, Collected Studies in Arabic and Islam, Band 2, Jerusalem 2004 (Sammelband enthaltend Einleitung mit biographischer Skizze von Lawrence I. Conrad (S. 1–15), Nachdrucke bzw. Erstveröffentlichung von 15 Artikeln von Suliman Bashear, Register).